# Kh-22
Kh-22/Kh-32(개량형) 부랴 (러시아 X-22, 나토 AS-4 키친)는 소련 MKB 라두가에서 개발한 대형, 장거리 대함/공대지 미사일이다. 미국 항공모함과 호위함들을 공격하기 위해 개발했다.

## 역사
소련 해군의 어머니라 불리는 세르게이 고르시코프의 전력증강에 따라 70년대 초에 소련해군은 세계 2위의 해군강국으로 급부상하게 되었고 미국 항공모함 전투단을 공격할 계획의 일환 중 하나로 초음속 순항미사일을 탑재한 초음속 폭격기인 Tu-22M을 개발하게 되었다. AS-4 키친 공대함 미사일 3발을 탑재할 수 있어 마하 3.5~4.5, 개량형인 Kh-32는 극초음속인 마하 5에 탄두는 1톤이 넘는 초음속/극초음속 순항미사일로 미국의 니미츠급 항공모함도 명중하면 대파 혹은 격침된다는 평가가 있었다. Kh-22(AS-4) 미사일과 그의 개량형 Kh-32(AS-6)는 해양감시 인공위성의 지령유도를 받는다. Tu-22M2는 공중급유프로브가 장착되어서 미국 본토도 타격할 수 있었지만 1970년대 미-소양국간 전략 무기 제한 협상에 의해 공중급유프로브가 제거되고 성능이 향상된 Tu-22M3가 등장하게 되었다.

## 대지 타격 기능
소련제 미사일들은 공통적으로 대지 타격 기능을 필수적으로 갖춘다. 대공 미사일인 S-300 미사일 시스템이나 S-400 미사일 시스템에도 대지 타격 기능이 포함되어 있고, 대함 미사일인 본 Kh-22와 Kh-32에도 대지 타격 기능이 포함된다. 따라서 소련과 러시아는 그동안 대지 타격 전용 순항 미사일의 개발 필요성을 느끼지 못했고, 그나마 만든 것도 RK-55와 3M-14E 대지형 클럽 정도뿐이었다.

## 요격 가능성
Kh-22와 Kh-32는 시 스키밍(Sea Skimming) 및 저고도 침투가 불가능한 미사일로, 순항 고도가 20~27km에 달하여 장애물이 없는 해상에서의 요격 난이도는 매우 낮으나, 지상 방공망은 MIM-104 패트리어트 미사일의 최고고도 근처(40km인 MSE 제외)를 무려 마하 3.5~5의 속도로 날아 순식간에 지나쳐가기 때문에 지상 요격이 거의 불가능하다. 탄도탄 요격에만 치중한 사드의 경우 고도는 되지만 너무 탄도탄 요격에만 치중하여 사드가 갖추지 않은 순간 급선회 성능이 중요한 순항미사일 및 항공기 요격은 어렵기에, 사실상 현재 사드 성능 수준으로는 이 미사일을 요격해낼 가능성은 낮다.

## 실전
2022년 러시아의 우크라이나 침공 이후 전쟁 내내 사용 중인데, 우크라이나군은 모든 가용 방공 수단을 총동원 했음에도 수백 번이나 발사된 Kh-22/Kh-32를 단 한번도 요격해내지 못하고 피격당했다. 대표적으로 크레멘추크의 쇼핑센터와 드니프로의 아파트 공습 사건 당시 명중한 미사일은 모두 이 미사일이라고 한다.

## 같이 보기
- Kh-47M2 킨잘